# Traian T. Coșovei
Traian T. Coșovei (28 de noviembre de 1954 - 1 de enero de 2014) fue un poeta rumano, miembro de la Unión de Escritores de Rumania.
Hijo del escritor Traian Coşovei y María Urdareanu, se graduó en el Departamento de Lengua y Literatura de Rumanía en 1979.
Es llamado el escritor de "la Generación de los 80", quien fue un miembro del "Círculo Literario del Lunes", dirigido por Nicolae Manolescu, y del círculo literario dirigido por Ovidio S. Crohmălniceanu.
Coșovei murió el 1 de enero de 2014, a la edad de 59 años.

## Libros
- Ninsoarea electrică ("Nevada eléctrica"), Cartea Românească, 1978
- 1, 2, 3 SAU… , Albatros, 1980
- Cruciada întreruptă ("Cruzada interrumpida"), Cartea Românească, 1982
- Aer cu diamante ("Aire con diamantes"), (antología), ed. Litera, 1982
- Poemele siameze ("Poemas siameses"), Albatros, 1983
- În așteptarea cometei ("Esperando el cometa"), Cartea Românească, 1986
- Rondul de noapte ("Ronda de noche"), Militară, 1987
- Pornind de la un vers ("Empezar con un verso") (crítica literaria), Eminescu, 1990
- Bătrânețile unui băiat cuminte ("The Old Age of a Good Boy"), Pontica, 1994
- Mickey Mouse e mort ("Mickey Mouse Is Dead"), Cartea Românească, 1994
- Ioana care rupe poeme ("Ioana who rips poems apart"), Asociația Scriitorilor y Cartea Românească, 1996
- Patinează sau crapă! ("Skate or Die!"), Axa, 1997
- Ninsoarea electrică ("Nevada eléctrica"), Segunda edición, Vinea, 1998
- Percheziționarea îngerilor ("The Frisking of the Angels"), Crater, 1998
- Lumină de la frigider ("Luz del refrigerador"), Cartea Românească, 1998
- Bună dimineața, Vietnam! ("Good Morning, Vietnam!"), Călăuza, 1999
- Hotel Urmuz (crítica literaria), Călăuza, 2000
- Institutul de glasuri ("El Instituto de las voces"), (antología), Cartea Românească, 2002
- Vânătoarea pe capete, Libra, 2002
- Greva căpșunelor ("La huelga de fresa"), Libra, 2004
- Aeorstate plângând ("Aerostatos llorando"), Tracus Arte, 2010

## Premios
- Premio Escritor Novel de la Unión de Escritores de Rumanía (1979)[1]
- Premio de la Asociación de Escritores de Bucarest (1994)[1]
- Premio de la Academia Rumana (1996)[1]